# Namestnik
Namestnik (Russisch: наме́стник) was een bestuursfunctie in Rusland. De letterlijke vertaling is "afgevaardigde". Het begrip kent twee perioden van gebruik met verschillende betekenissen.
Van de 12e tot de 16e eeuw werd de term gebruikt voor knjaz namestniks (afgevaardigden van de prinsen) wat lokale bestuurders waren. Meestal bestuurden deze oejezden. In 1555/1556 werden deze afgeschaft.
Vanaf 1775 werd door Catharina de Grote de functie opnieuw ingesteld; tot in de 19e eeuw duiden namestniks toen personen aan die het bestuur voerden over namestnitsjestvo's (onderkoninkrijken; meestal regerend over 2 tot 3 provincies). Deze worden vaak vertaald als "onderkoningen" of "gevolmachtigden". Deze stonden direct onder het bestuur van de tsaar en hadden ook het bestuur over het leger binnen hun gebied. Er was een raad voor de namestnitsjestvo's die meestal bestond uit 2 tot 3 personen. De term wordt soms verward met gouverneur-generaal (генерал-губернатор). Onder tsaar Paul I werd de positie van namestnik afgeschaft in 1796, maar de positie bleef bestaan tot in de 19e eeuw in frontiergebieden zoals Bessarabië, de Kaukasus en Novorossija.